# Harqin
Harqin (chữ Hán giản thể: 喀喇沁旗, bính âm:, Kālāqìn Qí) là một kỳ thuộc địa cấp thị Xích Phong, Khu tự trị Nội Mông, Cộng hòa Nhân dân Trung Hoa. Kỳ này có diện tích:3.071 km², dân số 360.000 người, mã số bưu chính là 024400, trung tâm hành chính là trấn Cẩm Sơn. Về mặt hành chính, kỳ này được chia thành 6 trấn và 12 hương.
- Trấn: Cẩm Sơn, Vượng Nghiệp Điện, Vương Gia Phủ, Ngưu Gia Doanh Tử, Nặc Lâm, Long Sơn.
- Hương: Mỹ Lâm, Tứ Thập Gia Tử, Đại Ngưu Quần, Tiểu Ngưu Quần, Nam Đài Tử, Vĩnh Phong, hương dân tộc Mãn Thập Gia, Lâu Tử Điếm, Mã Đề Doanh Tử, Xương Thịnh Viễn, Tây Kiều, Mã Yên Sơn.

| Dữ liệu khí hậu của Kỳ Harqin, elevation 734 m (2.408 ft), (1991–2020 normals, extremes 1981–2010) | Dữ liệu khí hậu của Kỳ Harqin, elevation 734 m (2.408 ft), (1991–2020 normals, extremes 1981–2010) | Dữ liệu khí hậu của Kỳ Harqin, elevation 734 m (2.408 ft), (1991–2020 normals, extremes 1981–2010) | Dữ liệu khí hậu của Kỳ Harqin, elevation 734 m (2.408 ft), (1991–2020 normals, extremes 1981–2010) | Dữ liệu khí hậu của Kỳ Harqin, elevation 734 m (2.408 ft), (1991–2020 normals, extremes 1981–2010) | Dữ liệu khí hậu của Kỳ Harqin, elevation 734 m (2.408 ft), (1991–2020 normals, extremes 1981–2010) | Dữ liệu khí hậu của Kỳ Harqin, elevation 734 m (2.408 ft), (1991–2020 normals, extremes 1981–2010) | Dữ liệu khí hậu của Kỳ Harqin, elevation 734 m (2.408 ft), (1991–2020 normals, extremes 1981–2010) | Dữ liệu khí hậu của Kỳ Harqin, elevation 734 m (2.408 ft), (1991–2020 normals, extremes 1981–2010) | Dữ liệu khí hậu của Kỳ Harqin, elevation 734 m (2.408 ft), (1991–2020 normals, extremes 1981–2010) | Dữ liệu khí hậu của Kỳ Harqin, elevation 734 m (2.408 ft), (1991–2020 normals, extremes 1981–2010) | Dữ liệu khí hậu của Kỳ Harqin, elevation 734 m (2.408 ft), (1991–2020 normals, extremes 1981–2010) | Dữ liệu khí hậu của Kỳ Harqin, elevation 734 m (2.408 ft), (1991–2020 normals, extremes 1981–2010) | Dữ liệu khí hậu của Kỳ Harqin, elevation 734 m (2.408 ft), (1991–2020 normals, extremes 1981–2010) |
| Tháng                                                                                              | 1                                                                                                  | 2                                                                                                  | 3                                                                                                  | 4                                                                                                  | 5                                                                                                  | 6                                                                                                  | 7                                                                                                  | 8                                                                                                  | 9                                                                                                  | 10                                                                                                 | 11                                                                                                 | 12                                                                                                 | Năm                                                                                                |
| -------------------------------------------------------------------------------------------------- | -------------------------------------------------------------------------------------------------- | -------------------------------------------------------------------------------------------------- | -------------------------------------------------------------------------------------------------- | -------------------------------------------------------------------------------------------------- | -------------------------------------------------------------------------------------------------- | -------------------------------------------------------------------------------------------------- | -------------------------------------------------------------------------------------------------- | -------------------------------------------------------------------------------------------------- | -------------------------------------------------------------------------------------------------- | -------------------------------------------------------------------------------------------------- | -------------------------------------------------------------------------------------------------- | -------------------------------------------------------------------------------------------------- | -------------------------------------------------------------------------------------------------- |
| Cao kỉ lục °C (°F)                                                                                 | 12.6 (54.7)                                                                                        | 18.7 (65.7)                                                                                        | 25.3 (77.5)                                                                                        | 30.4 (86.7)                                                                                        | 37.0 (98.6)                                                                                        | 37.9 (100.2)                                                                                       | 39.5 (103.1)                                                                                       | 37.6 (99.7)                                                                                        | 34.2 (93.6)                                                                                        | 28.4 (83.1)                                                                                        | 20.9 (69.6)                                                                                        | 14.8 (58.6)                                                                                        | 39.5 (103.1)                                                                                       |
| Trung bình ngày tối đa °C (°F)                                                                     | −3.0 (26.6)                                                                                        | 1.0 (33.8)                                                                                         | 7.8 (46.0)                                                                                         | 16.3 (61.3)                                                                                        | 23.1 (73.6)                                                                                        | 26.7 (80.1)                                                                                        | 28.8 (83.8)                                                                                        | 27.5 (81.5)                                                                                        | 22.9 (73.2)                                                                                        | 15.3 (59.5)                                                                                        | 5.4 (41.7)                                                                                         | −1.6 (29.1)                                                                                        | 14.2 (57.5)                                                                                        |
| Trung bình ngày °C (°F)                                                                            | −10.5 (13.1)                                                                                       | −6.8 (19.8)                                                                                        | 0.4 (32.7)                                                                                         | 9.2 (48.6)                                                                                         | 16.2 (61.2)                                                                                        | 20.2 (68.4)                                                                                        | 22.6 (72.7)                                                                                        | 20.8 (69.4)                                                                                        | 15.3 (59.5)                                                                                        | 7.6 (45.7)                                                                                         | −1.6 (29.1)                                                                                        | −8.5 (16.7)                                                                                        | 7.1 (44.7)                                                                                         |
| Tối thiểu trung bình ngày °C (°F)                                                                  | −16.1 (3.0)                                                                                        | −13.0 (8.6)                                                                                        | −6.2 (20.8)                                                                                        | 2.2 (36.0)                                                                                         | 9.1 (48.4)                                                                                         | 14.1 (57.4)                                                                                        | 17.1 (62.8)                                                                                        | 15.2 (59.4)                                                                                        | 8.8 (47.8)                                                                                         | 1.3 (34.3)                                                                                         | −7.1 (19.2)                                                                                        | −13.8 (7.2)                                                                                        | 1.0 (33.7)                                                                                         |
| Thấp kỉ lục °C (°F)                                                                                | −29.1 (−20.4)                                                                                      | −27.0 (−16.6)                                                                                      | −22.2 (−8.0)                                                                                       | −11.6 (11.1)                                                                                       | −2.1 (28.2)                                                                                        | 3.5 (38.3)                                                                                         | 8.7 (47.7)                                                                                         | 5.2 (41.4)                                                                                         | −2.2 (28.0)                                                                                        | −11.4 (11.5)                                                                                       | −23.3 (−9.9)                                                                                       | −27.3 (−17.1)                                                                                      | −29.1 (−20.4)                                                                                      |
| Lượng Giáng thủy trung bình mm (inches)                                                            | 0.9 (0.04)                                                                                         | 2.4 (0.09)                                                                                         | 7.6 (0.30)                                                                                         | 19.5 (0.77)                                                                                        | 46.7 (1.84)                                                                                        | 88.6 (3.49)                                                                                        | 122.2 (4.81)                                                                                       | 75.5 (2.97)                                                                                        | 39.3 (1.55)                                                                                        | 25.0 (0.98)                                                                                        | 9.4 (0.37)                                                                                         | 1.0 (0.04)                                                                                         | 438.1 (17.25)                                                                                      |
| Số ngày giáng thủy trung bình (≥ 0.1 mm)                                                           | 1.3                                                                                                | 1.9                                                                                                | 3.6                                                                                                | 5.3                                                                                                | 8.6                                                                                                | 13.6                                                                                               | 14.4                                                                                               | 10.7                                                                                               | 8.3                                                                                                | 4.7                                                                                                | 2.8                                                                                                | 1.5                                                                                                | 76.7                                                                                               |
| Số ngày tuyết rơi trung bình                                                                       | 2.7                                                                                                | 3.5                                                                                                | 5.5                                                                                                | 3.1                                                                                                | 0.3                                                                                                | 0                                                                                                  | 0                                                                                                  | 0                                                                                                  | 0                                                                                                  | 1.7                                                                                                | 3.8                                                                                                | 3.0                                                                                                | 23.6                                                                                               |
| Độ ẩm tương đối trung bình (%)                                                                     | 44                                                                                                 | 40                                                                                                 | 37                                                                                                 | 37                                                                                                 | 41                                                                                                 | 58                                                                                                 | 68                                                                                                 | 69                                                                                                 | 62                                                                                                 | 52                                                                                                 | 49                                                                                                 | 46                                                                                                 | 50                                                                                                 |
| Số giờ nắng trung bình tháng                                                                       | 202.9                                                                                              | 207.1                                                                                              | 243.9                                                                                              | 248.7                                                                                              | 271.0                                                                                              | 244.7                                                                                              | 242.4                                                                                              | 250.2                                                                                              | 242.9                                                                                              | 230.0                                                                                              | 192.2                                                                                              | 185.7                                                                                              | 2.761,7                                                                                            |
| Phần trăm nắng có thể                                                                              | 69                                                                                                 | 69                                                                                                 | 66                                                                                                 | 62                                                                                                 | 60                                                                                                 | 54                                                                                                 | 53                                                                                                 | 59                                                                                                 | 66                                                                                                 | 68                                                                                                 | 66                                                                                                 | 66                                                                                                 | 63                                                                                                 |
| Nguồn: China Meteorological Administration                                                         | | | | | | | | | | | | | |